# Calciumhexacyanidoferrat(II)
Calciumhexacyanidoferrat(II) (Calciumferrocyanid, veraltet Calciumhexacyanoferrat(II)) ist ein Salz mit der Konstitutionsformel Ca2[Fe(CN)6].

## Gewinnung und Darstellung
Calciumhexacyanidoferrat kann durch Reaktion von Natriumhexacyanidoferrat(II) mit Calciumhydroxid gewonnen werden.
{\displaystyle {\ce {Na4[Fe(CN)6] + 2Ca(OH)2 -> Ca2[Fe(CN)6] + 4Na(OH)}}}

## Verwendung
Es wird in der Lebensmitteltechnik als Trennmittel eingesetzt. Bei der Einwirkung starker Säuren kann die in der Verbindung stark an das Eisen gebundene Blausäure frei werden. Für die zusammengenommene Menge aller Ferrocyanide wurde eine erlaubte Tagesdosis von 0,025 Milligramm pro Kilogramm Körpergewicht festgelegt. Es ist in der EU als Lebensmittelzusatzstoff der Nummer E 538 mit einer Höchstmengenbeschränkung von bis zu 20 Milligramm pro Kilogramm für Kochsalz und Kochsalzersatz zugelassen.